# Parque Cementerio de Málaga
El Parque Cementerio de Málaga (Parcemasa) es la principal necrópolis de Málaga, España, está situada en el distrito de Campanillas, en el extrarradio de la ciudad, cercana a la barriada de Los Asperones. Dentro del Parque Cementerio se encuentran el propio Cementerio de San Gabriel, unos jardines conocidos como el Jardín del Recuerdo, varios tanatorios, crematorios, y una capilla. 
Es el cementerio más grande de la provincia de Málaga, y uno de los cuatro camposantos en uso de la ciudad de Málaga, junto a los de El Palo, Churriana y Olías.  

## Historia

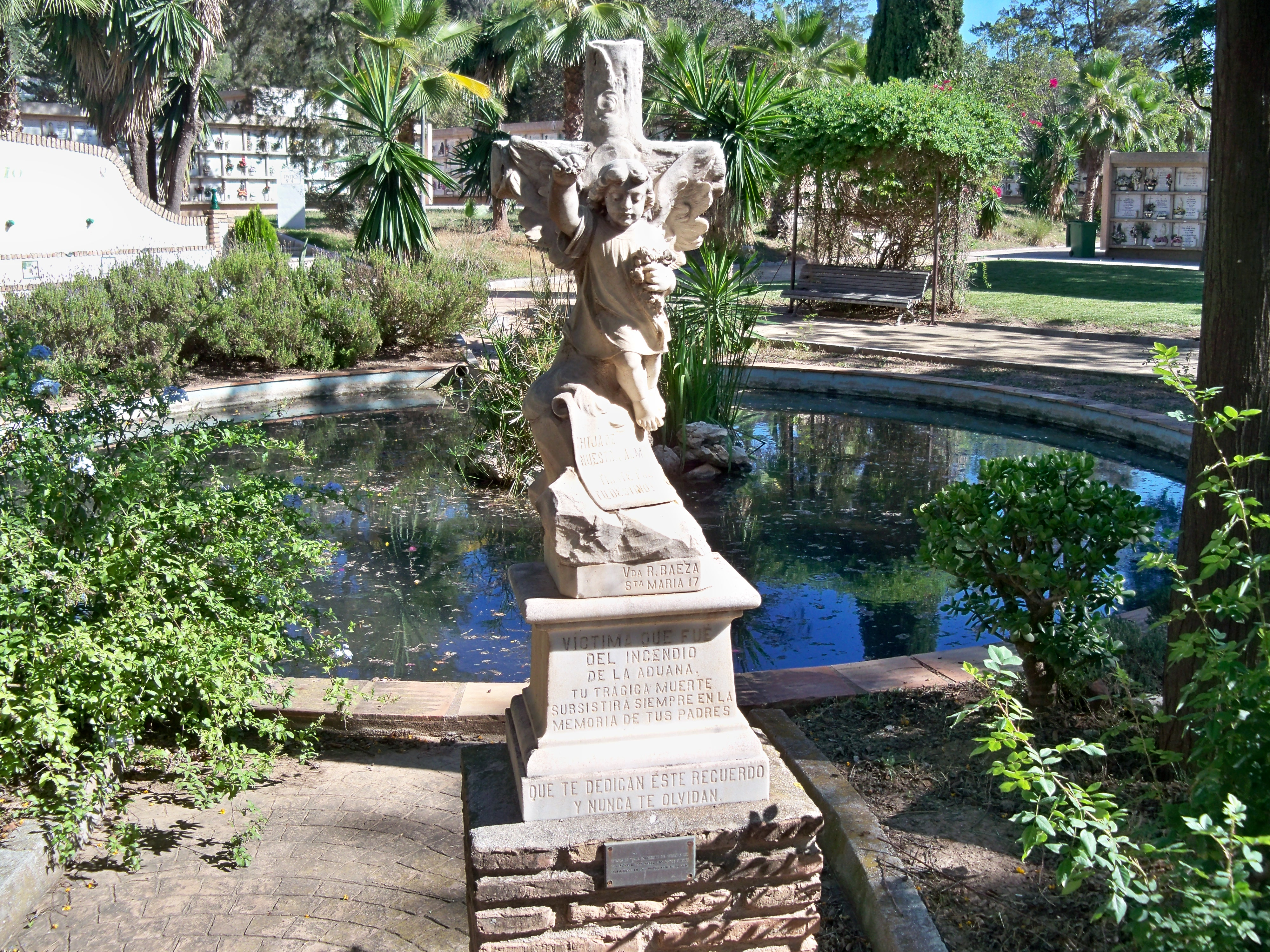
Estatua funeraria de 1929, trasladada desde el cementerio de San Miguel

La construcción del Parque Cementerio fue impulsada en la década de los 80 por el alcalde Pedro Aparicio, debido a los déficits existentes con respecto a los cementerios y tanatorios de Málaga, los cuales estaban completos y sin posibilidad de ampliación. Fue finalmente inaugurado el 1 de enero de 1987. Simultáneamente a su puesta en funcionamiento se clausuraron los dos cementerios tradicionales de la ciudad, el cementerio de San Miguel y el cementerio de San Rafael. 
En 2018 se aprobó la construcción de un cementerio de mascotas.

## Infraestructura
El Parque Cementerio, además del propio Cementerio de San Gabriel, cuenta con dos capillas, un área de negocios (floristerías etc.), un salón de actos, un edificio de coordinación de servicios, veintinueve tanatosalas, un gabinete de orientación y apoyo psicológico, una sala de preparación del finado, tres hornos crematorios, cámaras mortuorias, zona de necrópolis y varias zonas ajardinadas. 

## Transporte

### Por carretera
El Parque Cementerio se encuentra en las proximidades de la A-357 (Autovía de Cártama) y de la Hiperronda (MA-30 o A-7). 

### Autobús
En autobús queda conectado mediante las siguientes líneas de la EMT:
| Línea | Trayecto                             | Recorrido | Frecuencia |
| ----- | ------------------------------------ | --------- | ---------- |
| 23    | Paseo del Parque - Parque Cementerio | Recorrido | 13 minutos |
| 25    | Paseo del Parque - Santa Rosalía     | Recorrido | 13 minutos |